# Centrifugalkraft

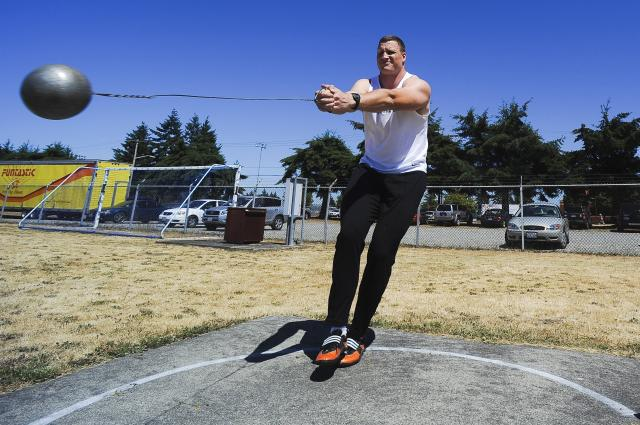
Centrifugalkraften påverkar släggkastaren

Centrifugalkraft (från latinets centrum och fugere (undflyende)) är den skenbara kraft som strävar att dra en roterande kropp bort från dess rotationscentrum. Den orsakas av kroppens tröghet när kroppens bana kontinuerligt ändras. Inom klassisk mekanik, används termen centrifugalkraft för att hänvisa till en av två skilda krafter: en tröghetskraft (även kallad "fiktiv" kraft) observerad i ett roterande referenssystem och en reaktionskraft som svarar mot en centripetalkraft (reaktiv centrifugalkraft).
Begreppet centrifugalkraft kan tillämpas på apparater med rotation såsom centrifuger, centrifugalpumpar, centrifugala regulatorer etcetera. Dessa apparater kan analyseras, antingen med hjälp av den fiktiva kraft som uppstår i ett roterande koordinatsystem, eller i relation till centripetala och reaktiva centrifugalkrafter sedda i ett icke-roterande koordinatsystem.

## Fiktiv centrifugalkraft
Centrifugalkraft införs oftast som en utåtriktad kraft som uppstår i ett roterande koordinatsystem. Den är en fiktiv kraft i den meningen att det inte är en del av en växelverkan utan är ett resultat av rotation - utan någon motsvarande reaktionskraft. Denna typ av kraft är förknippad med att beskriva rörelse i ett accelererande koordinatsystem och kallas fiktiv kraft eller tröghetskraft (en beskrivning som måste förstås som en teknisk användning av dessa ord och som endast betyder en kraft som inte är närvarande i ett inertialsystem).
Det finns två sammanhang där fiktiv centrifugalkraft uppstår vid beskrivning av rörelse med hjälp av klassisk mekanik:
- Rörelsen beskrivs i förhållande till en fast axel genom det roterande koordinatsystemets origo. Vid iakttagelser i det roterande koordinatsystemet, verkar alla objekt vara under påverkan av en radiellt utåtriktad kraft, som är proportionell mot avståndet till rotationsaxeln och kvadraten på koordinatsystemets rotationshastighet.

- Rörelsen beskrivs med hjälp av ett accelererande lokalt koordinatsystem fäst vid en kropp i rörelse, exempelvis en passagerare i en bil som rundar ett hörn. I detta fall är rotation återigen inblandad, denna gång kring krökningscentrum för den rörliga kroppens bana.

I båda dessa sammanhang är centrifugalkraften noll när rotationshastigheten för koordinatsystemet är noll, oberoende av rörelser hos objekt i koordinatsystemet.
Om objekten ses som rörliga från ett roterande koordinatsystem leder denna rörelse till en annan fiktiv kraft, corioliskraften. Om koordinatsystemets rotationshastighet inte är konstant, förekommer också en tredje fiktiv kraft, eulerkraften. Tillsammans är dessa tre fiktiva krafter nödvändiga för utformningen av korrekta rörelseekvationer i ett roterande koordinatsystem.

## Reaktiv centrifugalkraft

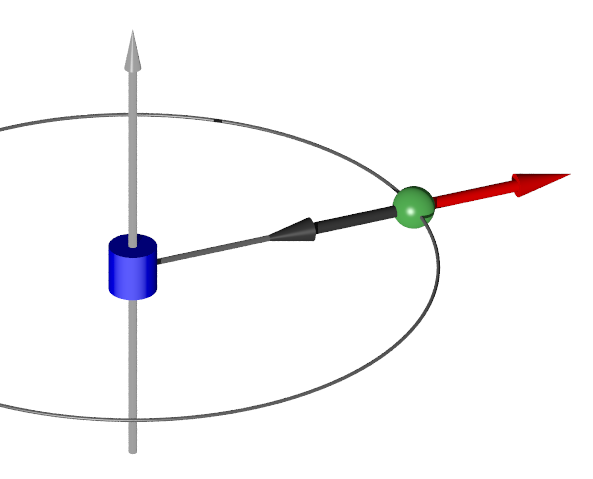
Reaktiv centrifugalkraft (röd) och motsvarande centripetalkraft (svart). Ett roterande objekt (grönt) accelereras i riktning mot rotationscentrum och objektets tröghet utövar en kraftverkan på ett annat objekt (blått)

En reaktiv centrifugalkraft är reaktionskraften till en centripetalkraft. En massa som följer en krökt bana, såsom en cirkulär bana, accelererar ständigt i riktning mot rotationsaxeln. Denna centripetala acceleration orsakas av en centripetalkraft, som utövas på massan av något annat föremål. I enlighet med Newtons tredje rörelselag, utövar massan en likvärdig och motsatt kraft på objektet. Detta är den reaktiva centrifugalkraften. Den är riktad bort från rotationscentrum och utövas av den roterande massan på det objekt som orsakar den centripetala accelerationen. Denna uppfattning om centrifugalkraft är mycket annorlunda än den för en fiktiv kraft. Medan den fiktiva kraften verkar på kroppen som rör sig i en cirkulär bana, är den reaktiva kraften något som utövas av den kropp som rör sig i en cirkulär bana kring ett annat föremål. 
Den fiktiva kraften är användbar vid analys av en kropps rörelse i ett roterande koordinatsystem; den reaktiva är användbar för att hitta krafter som verkar på andra föremål i ett inertialsystem. Denna reaktionskraft beskrivs ibland som en centrifugal tröghetsreaktion, en centrifugalt riktad kraft, vilken är en reaktiv kraft av samma storlek men är motsatt riktad den centripetalkraft som orsakar krökningen av en kropps bana.
Konceptet med den reaktiva centrifugalkraften används ibland inom mekanik och ingenjörskonst. Den kallas vanligen bara centrifugalkraft snarare än reaktiv centrifugalkraft.
Den centrifugala reaktionskraft som utövas av en massa som rör sig i en krökt bana kan beräknas som
| {\displaystyle \mathbf {F} _{\mathrm {centrifugal} }\,} | {\displaystyle =-m\mathbf {a} _{\mathrm {centripetal} }\,} |
|                                                         | {\displaystyle =m\omega ^{2}\mathbf {r} _{\perp }\,}       |
där {\displaystyle m} är det roterande objektets massa och {\displaystyle \mathbf {a} _{\mathrm {centripetal} }} är en vektorrepresentation av massans acceleration.

## Fiktiva krafter i ett roterande referenssystem

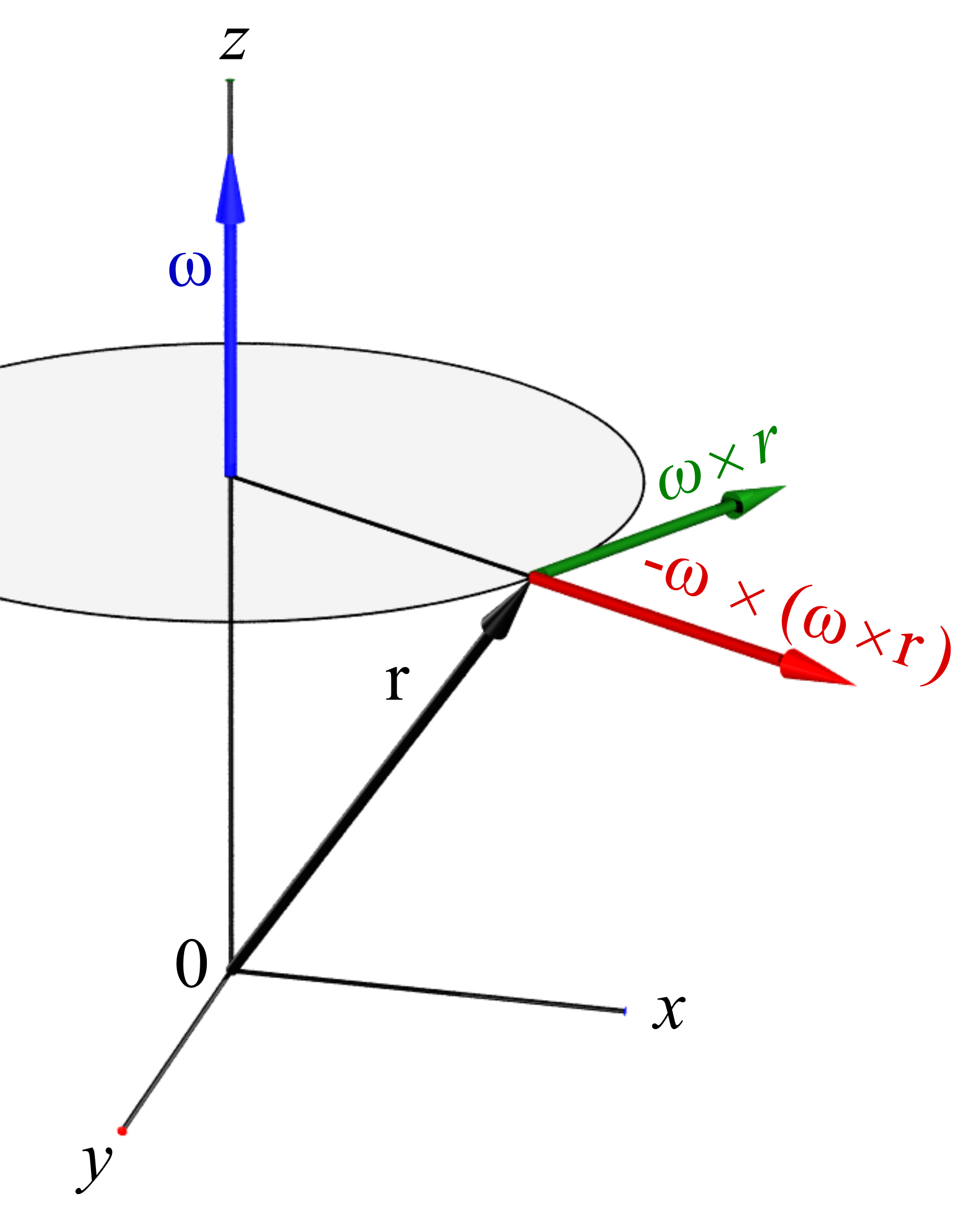
Centrifugalacceleration (röd) i vektorform

Inom den klassiska fysiken används inertialsystem som referens för mekanikens lagar och vid analys. Vid användande av ett roterande referenssystem överförs fysikens lagar från det mest bekväma inertialsystemet till ett roterande referenssystem. Med antagande av en konstant rotationshastighet åstadkoms detta genom att två koordinataccelerationer adderas vilka korrigerar för koordinataxlarnas rotation:
| {\displaystyle \mathbf {a} _{\mathrm {rot} }\,} | {\displaystyle =\mathbf {a} -2\mathbf {\omega \times v} -\mathbf {\omega \times (\omega \times r)} \,} |
|                                                 | {\displaystyle =\mathbf {a+a_{\mathrm {coriolis} }+a_{\mathrm {centrifugal} }} \,}                     |
där {\displaystyle \mathbf {a} _{\mathrm {rot} }\,} är accelerationen relativt det roterande referenssystemet, {\displaystyle \mathbf {a} \,} är accelerationen relativt inertialsystemet, {\displaystyle \mathbf {\omega } \,} är vinkelhastighetens vektor vilken beskriver referenssystemets rotation, {\displaystyle \mathbf {v} \,} är objektets hastighet relativt det roterande referenssystemet, och {\displaystyle \mathbf {r} \,} är en vektor från en godtycklig punkt på rotationsaxeln till objektet.
Den sista termen är den centrifugala accelerationen:
{\displaystyle \mathbf {a} _{\textrm {centrifugal}}=-\mathbf {\omega \times (\omega \times r)} =\omega ^{2}\mathbf {r} _{\perp }}
där {\displaystyle \mathbf {r_{\perp }} } är komponenten av {\displaystyle \mathbf {r} \,} vinkelrät mot rotationsaxeln.
Ett alternativt sätt att hantera ett roterande koordinatsystem, är att göra Newtons rörelselagar valida genom att addera pseudokrafter och se dessa som orsak till ovanstående accelerationstermer. Den centrifugala accelerationen adderas till varje objekt och anses betingad av den centripetala kraften given av
| {\displaystyle \mathbf {F} _{\mathrm {centrifugal} }\,} | {\displaystyle =m\mathbf {a} _{\mathrm {centrifugal} }\,} |
|                                                         | {\displaystyle =m\omega ^{2}\mathbf {r} _{\perp }\,}      |
där {\displaystyle m\,} är objektets massa.
Denna pseudo- eller fiktiva centrifugala kraft är en tillräcklig korrektion till Newtons andra lag endast om objektet är stationärt i det roterande koordinatsystemet. Objekt som rör sig med avseende på det roterande koordinatsystemet måste associeras med en andra pseudokraft, corioliskraften:
{\displaystyle \mathbf {F} _{\mathrm {coriolis} }=-2m\mathbf {\omega \times v} =-2m\omega ^{2}\mathbf {r} _{\perp }}
En kropp som är stationär med avseende på det icke-roterande koordinatsystemet kommer att ses rotera när den observeras från det roterande koordinatsystemet. Den centripetala kraften {\displaystyle -m\omega ^{2}\mathbf {r} _{\perp }} som krävs för att förklara denna observerade rotation är summan av den centrifugala pseudokraften {\displaystyle m\omega ^{2}\mathbf {r} _{\perp }} 
och corioliskraften ({\displaystyle -2m\mathbf {\omega \times v} =-2m\omega ^{2}\mathbf {r} _{\perp }}). Då denna centripetala kraft enbart består av bidrag från pseudokrafter finns ingen motsvarande reaktiv kraft.

## Övrigt
Centrifugalkraftens belopp kan tecknas
{\displaystyle F=m\,a=m\,r\,\omega ^{2}=m{v^{2} \over r}}
där {\displaystyle F} är kraftens storlek i newton, {\displaystyle m} är objektets massa i kilogram, {\displaystyle r} är radien i meter, {\displaystyle \omega } är vinkelhastigheten i rad/s och {\displaystyle v} är objektets hastighet i banan = {\displaystyle 2\pi rf} där {\displaystyle f} är rotationsfrekvensen i Hz.
Av uttrycket framgår att centrifugalaccelerationens belopp är 
{\displaystyle a=r\,\omega ^{2}={v^{2} \over r}}

### Exempel
En tvättmaskinstrumma har diametern 50 cm och roterar med 1400 varv per minut. Den centrifugala accelerationen för ett medroterande tvättstycke nära trummans vägg kan beräknas enligt
{\displaystyle r=0.25\,\mathrm {m} }
{\displaystyle \omega ={\frac {1400\cdot 2\,\pi }{60}}\,\,\mathrm {rad} /\mathrm {s} }
{\displaystyle a=r\,\omega ^{2}\approx 5400\,\mathrm {m} /\mathrm {s} ^{2}}
Accelerationen är cirka 550 gånger större än tyngdaccelerationen (~9,8 m/s²). Ett tunt plagg intill trumväggen utsätts sålunda för en reaktiv centrifugalkraft som är 550 gånger större än dess tyngdkraft.